# سومیکو فوجی
سومیکو فوجی (انگلیسی: Sumiko Fuji؛ زادهٔ ۱ دسامبر ۱۹۴۵) یک هنرپیشه اهل ژاپن است.